# 野辺地インターチェンジ
野辺地インターチェンジ（のへじインターチェンジ）は、青森県上北郡野辺地町一ノ渡にある下北半島縦貫道路（野辺地バイパス）のインターチェンジである。

## 歴史
- 2005年（平成17年）12月2日：下北半島縦貫道路野辺地ハーフIC - 野辺地IC間開通により設置。

## 接続する道路
- 国道4号
  - 約7キロメートル南方に E4A 上北自動車道の七戸北インターチェンジがある。

## 隣
下北半島縦貫道路
野辺地木明IC - 野辺地ハーフIC - 野辺地IC